# Катастрофа SSJ 100 на Салаке
Катастрофа SSJ 100 на Салаке — авиационная катастрофа, произошедшая 9 мая 2012 года. Авиалайнер Sukhoi Superjet 100-95B выполнял показательный (демонстрационный) полёт над Индонезией, но через 25 минут после вылета из Джакарты в условиях облачности врезался в гору Салак (остров Ява). Погибли все находившиеся на его борту 45 человек — 37 пассажиров и 8 членов экипажа.

## Самолёт
Sukhoi Superjet 100-95B (регистрационный номер 97004, серийный 95004) был выпущен заводом «КнАФ ЗАО ГСС» в 2009 году (первый полёт совершил 25 июля). В тот же день поступил в ЗАО «Гражданские самолёты Сухого (ГСС)». Оснащён двумя турбовентиляторными двигателями PowerJet SaM146. На день катастрофы совершил 502 цикла «взлёт-посадка» и налетал 843 часа.

## Экипаж и пассажиры
Экипаж проводил демонстрационные полёты в рамках тура «Welcome Asia» по шести азиатским странам — Казахстан, Пакистан, Мьянма, Индонезия, Лаос и Вьетнам.
В серии демонстрационных полётов авиалайнер обслуживал российский экипаж. Состав экипажа этого демонстрационного рейса был таким:
- Командир воздушного судна (КВС) — 57-летний Александр Николаевич Яблонцев. Опытный пилот, лётчик-испытатель ЗАО «Гражданские самолёты Сухого» (разработчик и производитель самолёта Sukhoi Superjet 100), в котором проработал 8 лет и 6 месяцев (с 1 ноября 2003 года). Управлял самолётами L-29, -39 и -410, МиГ-15, -17, -21, -23, -25, -29 и -31, Су-7, -9, -17, -22, -24, -25 и -80, Ан-26, -30, -72 и -124, Ил-76, Ту-134, -154 и -204, Як-40, Boeing 737-200 и Airbus A320. В должности командира Sukhoi Superjet 100 — с 25 августа 2011 года. Налетал 10 347 часов, 1348 из них на SSJ 100.
- Второй пилот — 43-летний Александр Павлович Кочетков[8][9]. Опытный пилот, лётчик-испытатель ЗАО «Гражданские самолёты Сухого» (разработчик и производитель самолёта Sukhoi Superjet 100), в котором проработал 2 года и 3 месяца (с 22 января 2010 года). Управлял самолётами L-29 и −39, МиГ-21 и −29, Су-25, Ан-26, −30, −72 и −124, Ил-20, -38, −76 и -96, Ту-134, М-101Т, Як-18, -40, -42, -52, -54, -58, -112 и -130. В должности второго пилота Sukhoi Superjet 100 — с 15 июня 2011 года. Налетал 3318 часов, 625 из них на SSJ 100.
- Штурман — 51-летний Олег Васильевич Швецов. Лётчик-испытатель ЗАО «Гражданские самолёты Сухого» (разработчик и производитель самолёта Sukhoi Superjet 100), в котором проработал 6 лет и 20 дней (с 19 апреля 2006 года). В должности штурмана Sukhoi Superjet 100 — с 6 июля 2011 года. Налетал 3533 часа, 485 из них на SSJ 100.

Также в состав экипажа (в качестве пассажиров) входили:
- Николай Дмитриевич Мартыщенко, заместитель начальника лётно-испытательного комплекса.
- Алексей Николаевич Киркин, ведущий инженер по лётным испытаниям.
- Денис Валерьевич Рахимов, ведущий инженер по лётным испытаниям.
- Евгений Александрович Гребенщиков, сотрудник ЗАО «Гражданские самолёты Сухого».
- Кристина Николаевна Куржупова, сотрудник ЗАО «Гражданские самолёты Сухого».

| Гражданство | Пассажиры | Экипаж | Всего |
| ----------- | --------- | ------ | ----- |
| Индонезия   | 35        | 0      | 35    |
| Россия      | 5         | 3      | 8     |
| США         | 1         | 0      | 1     |
| Франция     | 1         | 0      | 1     |
| Всего       | 42        | 3      | 45    |

Всего на борту самолёта находились 45 человек — 8 членов экипажа и 37 пассажиров. Журналист «РИА Новости» Александр Ковалёв, входивший в демонстрационную команду, по стечению обстоятельств остался на земле.

## Полёт

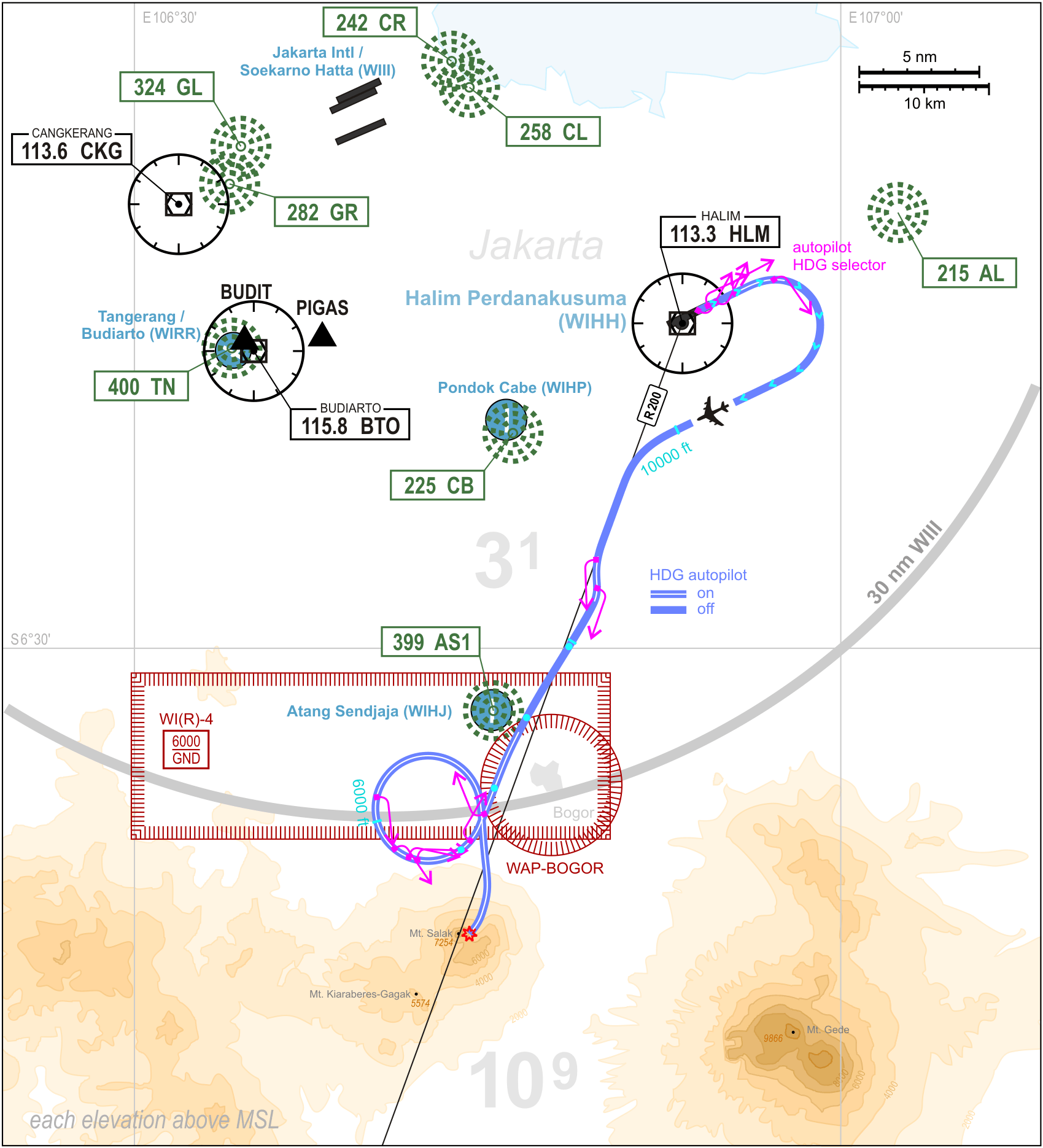
Схема полёта борта 97004

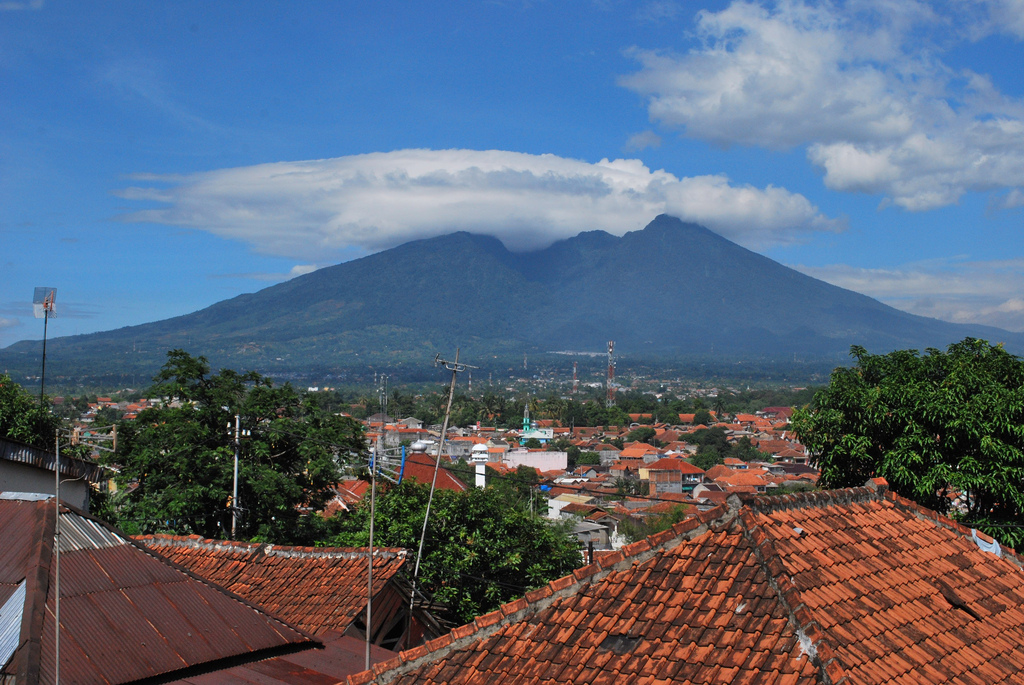
Гора Салак (вид из Богора)

В 07:15 UTC Sukhoi Superjet 100-95B борт 97004 вылетел из аэропорта Халим Перданакусума в Джакарте для выполнения демонстрационного полёта по приборам в тренировочной зоне Атанг Санджайя.
В 07:24 UTC самолёт достиг высоты 3000 метров. В 07:26 UTC КВС по неопределённой причине, вне плана полёта, дважды запросил снижение до 1800 метров (ниже MORA — минимальной абсолютной безопасной высоты полёта вне маршрута) и получил разрешение. В условиях плохой видимости и низкой облачности самолёт начал снижаться к горе Салак (высота 2211 метров) и вулкану Геде (высота 2958 метров) недалеко от города Богор.
В 07:28 UTC КВС запросил и получил разрешение на правую орбиту (над районом Пелабухан Рату), после самолёт вышел из виража. При запросе на разрешение «орбиты» самолёт находился над зоной для тренировочных полётов. Это была последняя связь с лайнером. В 07:32 UTC борт 97004 врезался в склон горы Салак на высоте 1860 метров над уровнем моря, следуя курсом около 210° (противоположном направлению на аэропорт). За 38 секунд до столкновения с горой сработал сигнал TAWS («AVOID TERRAIN»), но он был отключён командиром (сигнал был проигнорирован 6 раз); за 7 секунд до столкновения автоматика сообщила о невыпуске шасси, обнаружив близость поверхности.
С 07:33 UTC лайнер перестал отвечать по радиосвязи. Позднее стало известно о его падении. Его обломки были найдены на горе Салак на высоте 1860 метров. Расстояние от последней точки, откуда сигнал самолёта был послан на радар, до точки, где были обнаружены его обломки, составило около 1,4 километра. Самолёт был оборудован аварийным радиомаяком (ELT 406 МГц, также поддерживающий частоты 121,5 и 243), но передатчик был обнаружен без антенны, оторвавшейся при ударе. Все 45 человек на борту самолёта погибли.

## Расследование
Расследование причин катастрофы борта RA-97004 проводила комиссия индонезийского Национального комитета по безопасности на транспорте (NTSC).
25 июня 2012 года NTSC опубликовал документ под названием «Immediate Recommendation» («Срочные рекомендации»). В нём приводилась известная на тот момент информация о полёте, самолёте и экипаже; также были перечислены приборы с панелей кабины экипажа разбившегося лайнера, найденные в ходе поисковой операции. Также было отмечено, что единственный экземпляр списка пассажиров и документов самолёта находился на борту. В связи с обнаруженными проблемами безопасности NTSC выпустил следующие рекомендации:

Рекомендации Главному управлению гражданской авиации Индонезии:
- Обеспечить выполнение демонстрационных полётов с учётом минимальной безопасной высоты полёта.
- Обеспечить передачу списка пассажиров на контрольно-диспетчерский пункт до начала полёта.

Рекомендации компании «Гражданские самолёты Сухого», Россия:
- Изучить существующие процедуры подготовки и проведения демонстрационных полётов и при необходимости внести соответствующие изменения.
- Организовать дополнительное обучение экипажей, проводящих демонстрационные полёты, особенно в горной местности.
- Обеспечить передачу списка пассажиров на контрольно-диспетчерский пункт до начала полёта.

Оригинальный текст (англ.)
7. Recommendation
<...>
7.1. The Indonesian Directorate General of Civil Aviation:
- To ensure that all aircraft used for a demonstration flight operated under IFR should be conducted with respect to a published minimum safe flight altitude.
- To ensure a copy of the crew and passenger manifest be available in the Ground handling and Operation Service office prior to flight.

7.2. The Sukhoi Civil Aircraft Company, Russian Federation:
- To review the current procedures for the preparation and conduct of a demonstration flight and, if needed, introduce appropriate amendments.
- To arrange additional training for flight crews who will conduct demonstration flights, especially in mountainous regions.
- To ensure a copy of the crew and passenger manifest be available in the Ground handling and Operation Service office prior to flight.

### Причины катастрофы
Окончательный отчёт расследования NTSC был опубликован 18 декабря 2012 года.
Согласно отчёту, ни экипаж борта RA-97004, ни индонезийский авиадиспетчер не допустили прямых отступлений от правил совершения полётов, а причиной катастрофы стало стечение обстоятельств, некритичных по отдельности. Российские и индонезийские эксперты сошлись во мнении, что причинами катастрофы стали несколько факторов — действия экипажа лайнера, отсутствие у него достоверных данных о рельефе местности, невнимательность и перегруженность индонезийских диспетчеров.
Диспетчерские службы Индонезии при передаче управления в аэропорт Джакарты и обратно считали, что самолёт летит в другую тренировочную зону, и на радаре они ведут Су-30 ВВС Индонезии. Кроме того, индонезийский диспетчер обнаружил исчезновение борта RA-97004 с экранов радаров только через 24 минуты после катастрофы.

## Ущерб и страховые выплаты
Программа испытательных и сертификационных полётов самолётов Sukhoi SuperJet 100 была застрахована в страховой компании ОАО «Капитал страхование» (самолёт, члены экипажа и пассажиры). Лимит ответственности по страхованию ответственности перед третьими лицами, включая ответственность перед служебными пассажирами и экипажем, составлял $ 300 000 000. В том числе, в рамках этого лимита, страховая сумма на каждого пассажира составляла $ 50 000. Риск авиакаско застрахован по каталожной стоимости самолёта — $ 34 000 000.
Компания «Гражданские самолёты Сухого» (ГСС) оценила ущерб в 29 500 000 $, однако страховщик выплатил добровольно лишь 15 % от этой суммы, остальную часть пришлось взыскивать через суд.

## Память
В городе Жуковский Московской области на Быковском мемориальном кладбище создан мемориал экипажу борта RA-97004.

## Культурные аспекты
Катастрофа борта 97004 показана в 5 серии 18 сезона канадского документального телесериала Расследования авиакатастроф в серии Смертельная демонстрация.